# James Edward Keeler
Pour les articles homonymes, voir Keeler.
James Edward Keeler, né le 10 septembre 1857 à LaSalle (Illinois) et mort le 12 août 1900 à San Francisco, est un astronome américain.

## Biographie
James Edward Keeler travailla à l'observatoire Lick à partir de 1888 mais fut nommé directeur de l'observatoire Allegheny en 1891. Il retourna à l'observatoire Lick comme directeur en 1898, mais mourut peu de temps après en 1900.
Avec George Hale il fonda et édita le Astrophysical Journal, qui est la plus importante revue d'astronomie de nos jours.
Il fit une étude spectroscopique des anneaux de Saturne et prouva en 1895 qu'ils ne pouvaient être des objets solides car ils ne tournaient pas à vitesse constante mais devaient plutôt être constitués d'une nuée de petits objets individuels.
Il reçut la médaille Henry Draper en 1899.
Il découvrit deux astéroïdes, bien que le second soit ensuite perdu et retrouvé presque 100 ans plus tard.
En 1880, le directeur de l'observatoire Allegheny Samuel Pierpont Langley, accompagné de Keeler et d'autres chercheurs, organisa une expédition scientifique au sommet du Mont Whitney. Le but de l'expédition était d'étudier comment le rayonnement solaire était sélectivement absorbé par l'atmosphère terrestre, en comparant les mesures à haute altitude avec celles obtenues à basse altitude.
À l'issue de l'expédition, la Keeler Needle (14 240 pieds) proche du Mont Whitney fut nommée d'après James E. Keeler et la Day Needle (14 180 pieds) fut nommée d'après le nom d'un autre participant, le professeur William Cathcart Day de l'université Johns-Hopkins. La Day Needle a depuis lors été renommée Crooks Peak d'après Hilda Crooks.
La division de Keeler dans les anneaux de Saturne, un cratère sur la Lune et un cratère sur Mars ainsi que l'astéroïde (2261) Keeler sont nommés en son honneur.
| (452) Hamiltonia | 6 décembre 1899 |
| (20958) A900 MA  | 29 juin 1900    |